# Olympische Sommerspiele 2024/Teilnehmer (Mikronesien)
| Gelbes Symbol für Goldmedaillen mit stilisierten Olympischen Ringen | Graues Symbol für Silbermedaillen mit stilisierten Olympischen Ringen | Braundes Symbol für Bronzemedaillen mit stilisierten Olympischen Ringen |
| ------------------------------------------------------------------- | --------------------------------------------------------------------- | ----------------------------------------------------------------------- |
| —                                                                   | —                                                                     | —                                                                       |

Die Föderierten Staaten von Mikronesien nahmen an den Olympischen Spielen 2024 vom 26. Juli bis zum 11. August 2024 in Paris mit drei Athleten teil. Es war die insgesamt siebte Teilnahme an Olympischen Sommerspielen.

## Teilnehmer nach Sportarten

### Leichtathletik
Laufen und Gehen
| Athleten   | Wettbewerb | Vorlauf    | Vorlauf | Halbfinale    | Halbfinale    | Finale        | Finale        | Rang |
| Athleten   | Wettbewerb | Zeit       | Rang    | Zeit          | Rang          | Zeit          | Rang          | Rang |
| ---------- | ---------- | ---------- | ------- | ------------- | ------------- | ------------- | ------------- | ---- |
| Männer     |            |            |         |               |               |               |               |      |
| Scott Fiti | 100 m      | 11,61 s PB | 7       | ausgeschieden | ausgeschieden | ausgeschieden | ausgeschieden | 93   |

### Schwimmen
| Athleten       | Wettbewerb    | Vorlauf     | Vorlauf | Halbfinale    | Halbfinale    | Finale        | Finale        | Rang |
| Athleten       | Wettbewerb    | Zeit        | Rang    | Zeit          | Rang          | Zeit          | Rang          | Rang |
| -------------- | ------------- | ----------- | ------- | ------------- | ------------- | ------------- | ------------- | ---- |
| Frauen         |               |             |         |               |               |               |               |      |
| Kestra Kihleng | 50 m Freistil | 28,81 s     | 52      | ausgeschieden | ausgeschieden | ausgeschieden | ausgeschieden | 52   |
| Männer         |               |             |         |               |               |               |               |      |
| Tasi Limtiaco  | 100 m Brust   | 1:04,14 min | 29      | ausgeschieden | ausgeschieden | ausgeschieden | ausgeschieden | 29   |